# 丁昶
丁昶（1443年—？），字德輝，雲南蒙化衛軍籍，湖廣襄陽府襄陽縣人，明朝政治人物。進士出身。

## 生平
早年出身國子生，雲南鄉試第十三名。成化十四年（1478年）戊戌科會試第一百八十五名，殿試登進士第三甲第三十四名。

## 家族
曾祖父丁謙。祖父丁克讓。父亲丁誠。前母唐氏，母莊氏。慈侍下。娶江氏，繼娶囗氏。